# 罌粟奶

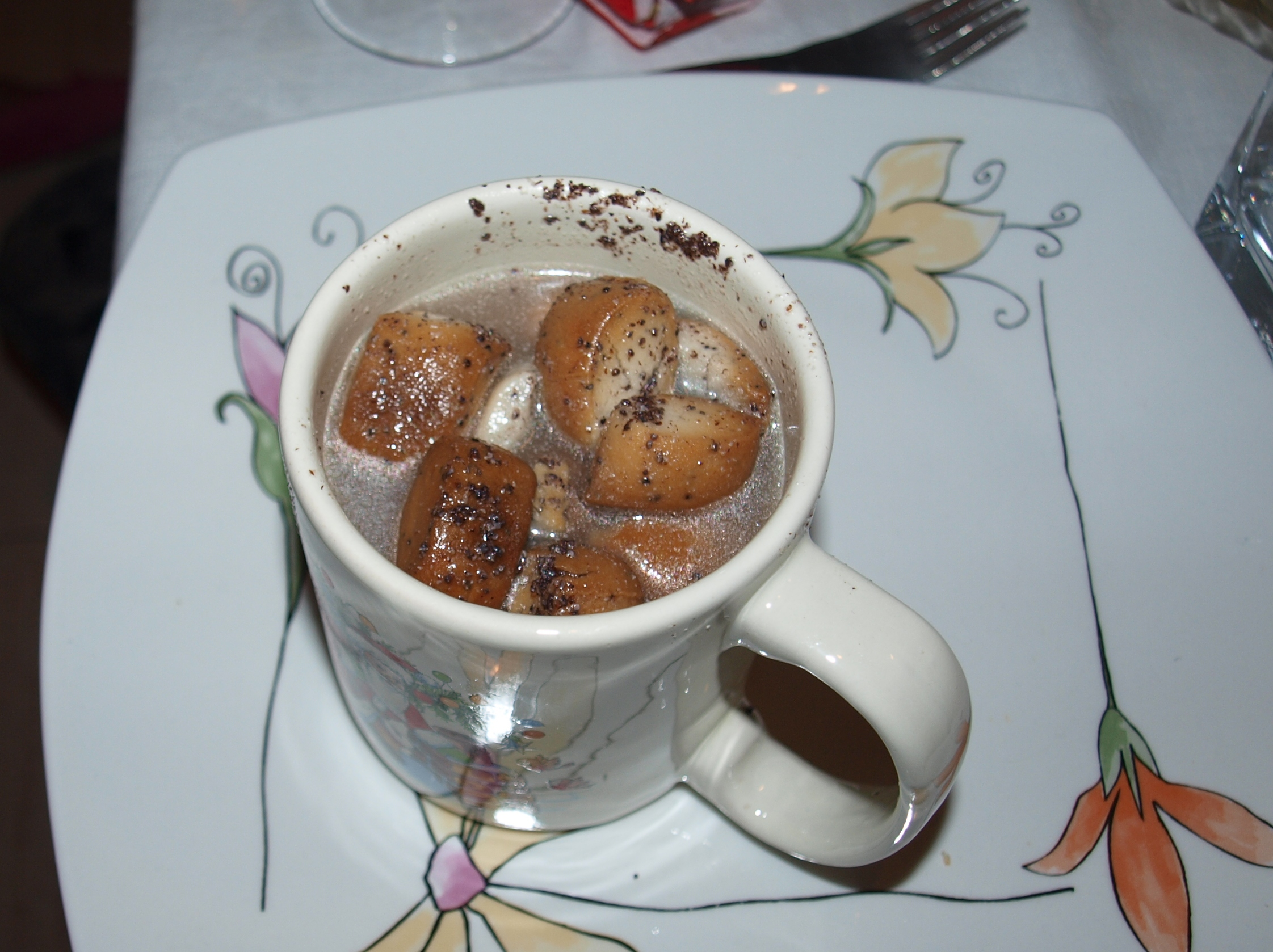
罌粟奶

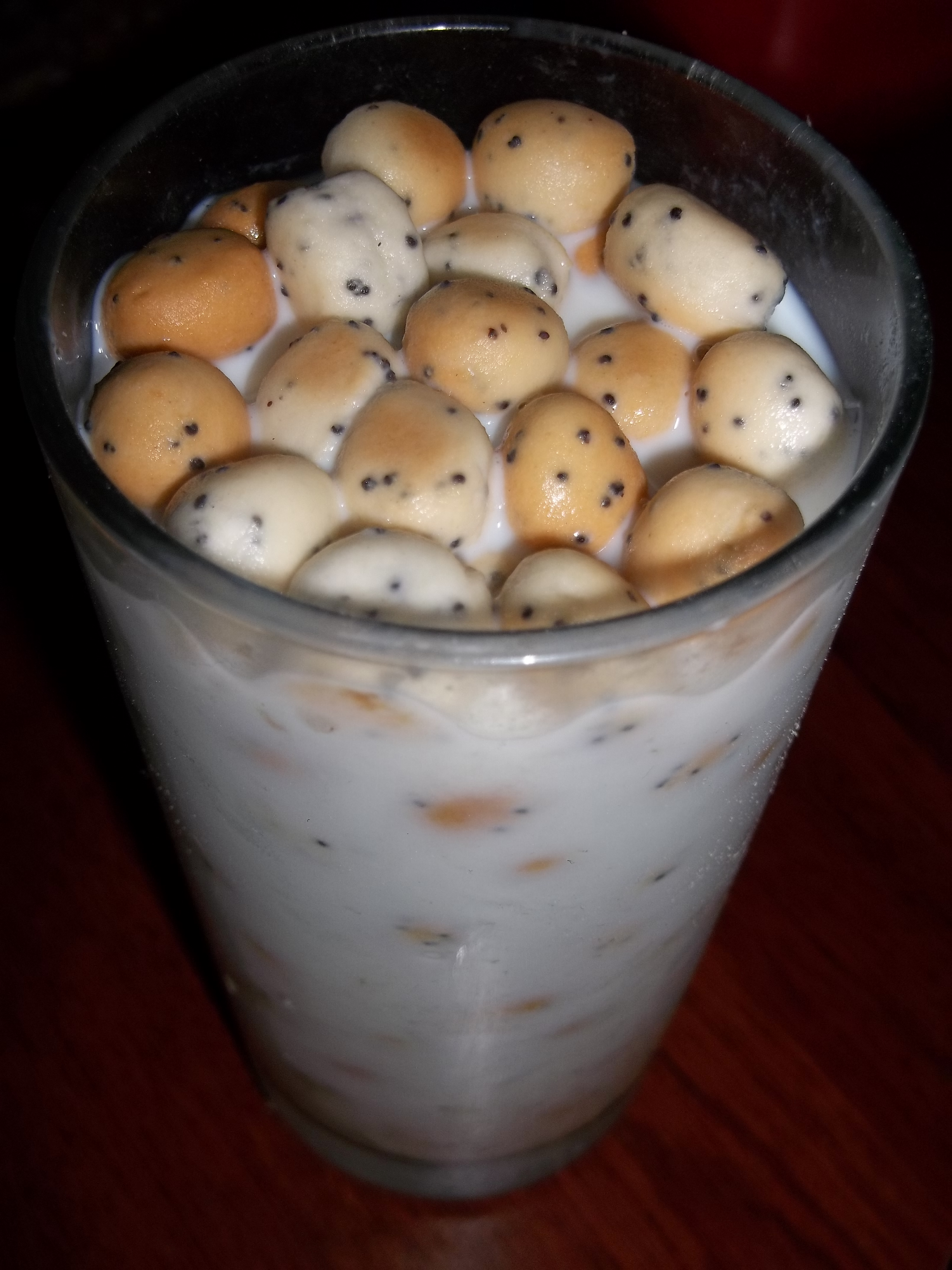
浸有庫丘凱的罌粟奶

罌粟奶是立陶宛一種傳統的非酒精類飲品，屬於甜品，為立陶宛的聖誕夜大餐庫奇歐斯的十二道傳統料理之一，在立陶宛習俗中是為祖靈所做的，常與其他傳統甜點一起食用，俄羅斯傳統的聖誕夜大餐中也有此飲品。
罌粟奶是由罌粟籽經熱水多次浸泡、碾碎製成，初製成的罌粟萃取物濃度較高，需加水稀釋再飲用，加入水量因食譜而異，可致不同的風味，最後加入糖或蜂蜜調味。罌粟奶常會與傳統餅乾庫丘凱搭配食用，一般會直接將庫丘凱直接浸於罌粟奶中。
除為聖誕夜料理外，罌粟奶可能還可幫助睡眠，且被用作牛奶替代品，此作法雖已有一段歷史，但很少被納入牛奶替代品的相關研究中。